# Opération Scylla
Campagnes d'Afrique, du Moyen-Orient et de Méditerranée (1940-1945)
Batailles
1940
- Vado
- Siège de Malte
- Club Run
- Convoi Espero
- Mers el-Kébir
- Punta Stilo
- Cap Spada
- Hurry
- Cap Passero
- MB.8
- Tarente
- Détroit d'Otrante
- White
- Cap Teulada

1941
- Excess
- Convoi AN 14
- Grog
- Abstention
- Baie de La Sude
- Cap Matapan
- Îles Kerkennah
- Crète
- Galite
- Substance
- Halberd
- Convoi Duisburg
- Cap Bon
- Syrte (1941)
- Rade d'Alexandrie

1942
- Syrte (1942)
- Calendar
- Bowery
- Albumen
- Harpoon
- Vigorous
- Pedestal
- Agreement
- Torch
- Stoneage
- Sabordage de la flotte française à Toulon
- Portcullis
- Banc de Skerki
- Olterra (navire auxiliaire)
- Raid sur Alger

1943
- Zouara
- Convoi de Cigno
- Convoi de Campobasso
- Corkscrew
- Husky
- Gela
- Scylla
- Pietracorbara
- Dodécanèse
  - Rhodes
  - Leros
  - Kos
- Convoi KMF-25A

1944
- Ist
- Raid sur Santorin
- Raid sur Symi
- Port-Cros
- La Ciotat
- Île de Pag

1945
Mer Ligure
- Convois alliés
  - convois de Malte
- Campagne des U-boote
- Campagne adriatique

L'opération Scylla (italien : Operazione Scilla) était une tentative réussie de la Marine royale pour transférer le croiseur léger Scipione Africano de sa base dans la mer Tyrrhénienne à Tarente, dans la mer Ionienne, lors de l'invasion alliée de la Sicile en juillet 1943 (opération Husky), au cours de Seconde Guerre mondiale. 
L'opération fut remarquable dans l'engagement nocturne entre le croiseur italien et les quatre torpilleurs britanniques lors du passage du détroit de Messine, aux premières heures du 17 juillet 1943. L'action a également marqué la seule fois où un navire de guerre italien a fait un usage de combat efficace du radar de surface pendant la Seconde Guerre mondiale.

## La mission
Après les débarquements alliés en Sicile, et en prévision d'un éventuel blocus du détroit de Messine par les forces navales américaines et britanniques, le Scipione Africano reçoit l'ordre de Tarente de se rendre en mer Ionienne pour pallier le manque d'effectifs de croiseurs légers. 
Le croiseur italien est parti de La Spezia le 15 juillet 1943 à destination de Naples, qu'il a atteint le même soir. À Naples, Scipione Africano a embarqué une équipe de liaison aérienne et du matériel de détection radar Metox. Il a navigué à nouveau à 18h15 le 16 juillet et est entré dans le détroit de Messine à 2h00 du matin le 17 juillet, avec une pleine lune s'élevant du sud. 
Quelques jours auparavant, dans la nuit du 12 juillet, le torpilleur  britannique MTB 81 avait coulé le sous-marin allemand U-561 aux abords nord du détroit.

## Action de nuit
En arrivant dans le détroit, Scipione Africano a repéré grâce, au radar de recherche EC-3 ter Gufo, quatre petits navires se trouvant à 10 000 m devant, entre Reggio de Calabre et le cap Pellaro, initialement mal identifié par le commandant italien, le capitaine Ernesto Pellegrini, en tant que barges à moteur amicales. Un examen plus attentif des manœuvres du navire de tête à 2h13 a convaincu Pellegrino que l'engin était en fait un torpilleur ennemi, et le capitaine a ordonné d'augmenter la vitesse de 24 à 30 nœuds. 

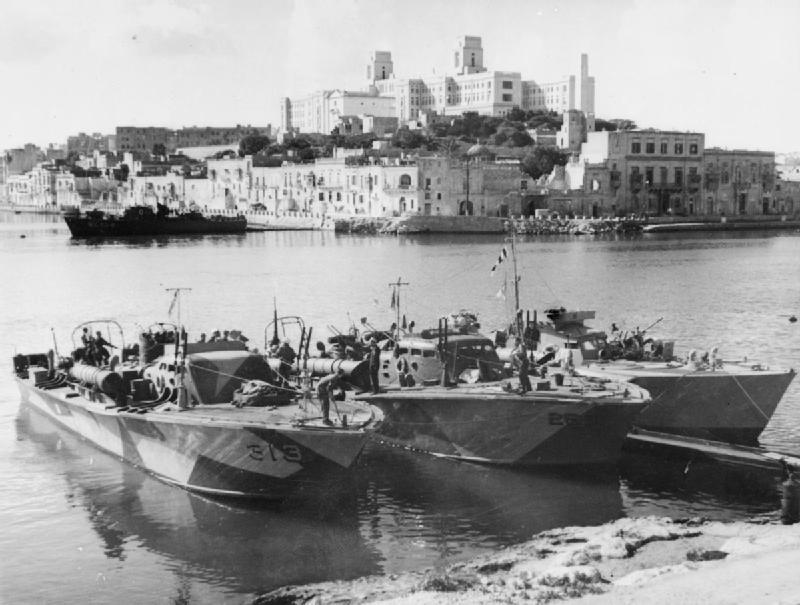
Des MTB britanniques à Malte (MTB 313, MTB 260 et MTB 77)

Les bateaux étaient quatre vedettes-torpilleurs britanniques PT boat de la 10e flottille MTB basée à Augusta : MTB 260, MTB 313, MTB 315 et MTB 316. En mission au sud du détroit de Messine, ils attaquent dès qu'ils aperçoivent le croiseur.
La bataille fut courte et intense : grâce à la présence du radar EC3/ter «Gufo», le Scipione Africano détecta les vedettes-torpilleurs britanniques à temps et l'équipage se prépara à se défendre. Les torpilleurs britanniques ont attaqué en deux groupes, avec MTB 315 et le MTB 316   et venant de l'est pour attaquer à gauche le croiseur qui se dirigeait vers le sud, tandis que le MTB 260   et le MTB 313  manœuvra pour l'attaquer sur tribord. Le croiseur a ouvert le feu avec l'artillerie principale de 135 mm et les ensembles simples et jumeaux de 37 et 20 mm frappant le MTB 316 qui a explosé lorsque le MTB 315 a réussi à se mettre en position pour lancer ses torpilles. Les torpilleurs qui ont attaqué le croiseur à tribord ont également réussi à se mettre en bonne position et ont lancé leurs torpilles : toutes les torpilles ont été esquivées, même si l'une du MTB 260 semblait avoir heurté le croiseur à l'arrière tribord, donnant l'impression qu'il s'était arrêté un court instant avant de reprendre sa course à grande vitesse vers le sud.
Du côté allié, il a été déclaré que seul le MTB 316 avait été perdu par explosion avec tout son équipage (11 hommes), tandis que le MTB 260 et le MTB 313 n'a signalé que des dommages superficiels ainsi qu'un officier mort et un blessé.
Les batteries d'artillerie côtière italienne des deux côtés du détroit ont ouvert le feu sur le Scipione Africano et des éclats d'obus atteignirent le croiseur blessant deux marins. Le MTB 315 a poursuivi le croiseur sur une courte distance autour de Capo dell'Armi, mais remarquant qu'il prenait de l'eau à l'arrière, il s'est arrêté et a atteint sa position d'origine à 02h50.

## Conséquences
Sans rencontrer d'autres unités ennemies, le croiseur a atteint Tarente à 09h46 le 17 juillet. Le commandant et l'équipage reçurent les éloges de l'amiral Carlo Bergamini, commandant des forces navales de combat le 18 juillet 1943.
Par la suite, entre le 4 et le 17 août, Scipione Africano a effectué des missions de pose de mines dans le golfe de Tarente et au large de la Calabre, défiant les avions et les navires alliés qui tentaient d'empêcher l'évacuation par mer des forces italo-allemandes de la Sicile. 
Après l'armistice de Cassibile et des événements de l'opération Achse, le croiseur est devenu célèbre pour avoir escorté la corvette Baionetta, sur laquelle le roi Victor-Emmanuel III et le chef du gouvernement le maréchal Pietro Badoglio avaient trouvé refuge, ont fui Rome et se sont dirigés vers Brindisi.